# Tiszatardos
Tiszatardos ist eine ungarische Gemeinde im Kreis Tokaj im Komitat Borsod-Abaúj-Zemplén.

## Geografische Lage
Tiszatardos liegt in Nordungarn, 54 Kilometer östlich des Komitatssitzes Miskolc, am rechten Ufer der Theiß.

## Geschichte
Tiszatardos wurde erstmals als Tardos 1395 urkundlich erwähnt. Eine erste Kirche wurde 1736 errichtet, ein Pfarrhaus im Jahre 1744. Im Jahre 1749 wurde dann die römisch-katholische Pfarrei von Tiszatardos gegründet. Im Jahr 1777 brannte das Pfarrhaus nieder, welches ein Jahr später wieder aufgebaut wurde. Im Jahre 1813 wurde die heutige Kirche Szentháromság fertiggestellt. Im Jahr 1936 wurde sie renoviert und vergrößert.

## Bevölkerung
Im Jahr 2011 hatte das Dorf 226 Einwohner. 96 % der Einwohner sind Ungarn und 4 % bezeichnen sich selbst als Roma.

## Sehenswürdigkeiten
- Römisch-katholische Kirche Szentháromság, erbaut 1813

## Verkehrsanbindung
Tiszatardos erreicht man auf der Landstraße Nr. 3621, welche von Szerencs über Prügy und Csobaj nach Tiszatardos und weiter nach Tiszaladány und Tokaj führt. Eine Buslinie verbindet Tiszatardos auf dieser Straße mit Szerencs und Tokaj und gewährleistet dem Dorf somit einen Anschluss an den öffentlichen Verkehr. Die Nebenstraße Nr. 36309 führt über die Theiß nach Tiszalök. Diese Verbindung ist jedoch nur tagsüber möglich, da die Theiß mit einer Fähre überquert werden muss, welche von 6 Uhr bis Sonnenuntergang verkehrt. In Tiszalök befindet sich der nächstgelegene Bahnhof.

## Bilder

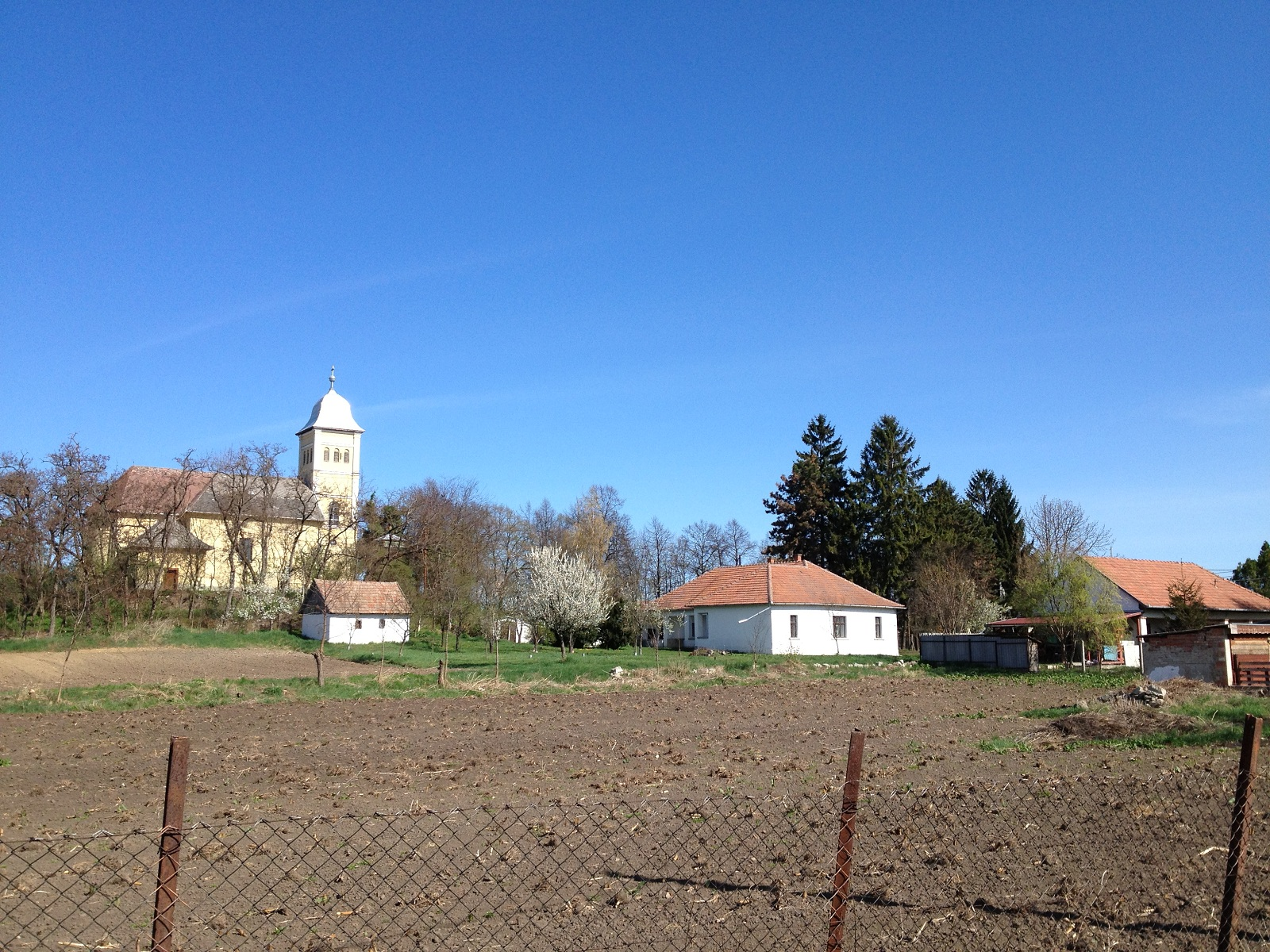
Kirche Szentháromság
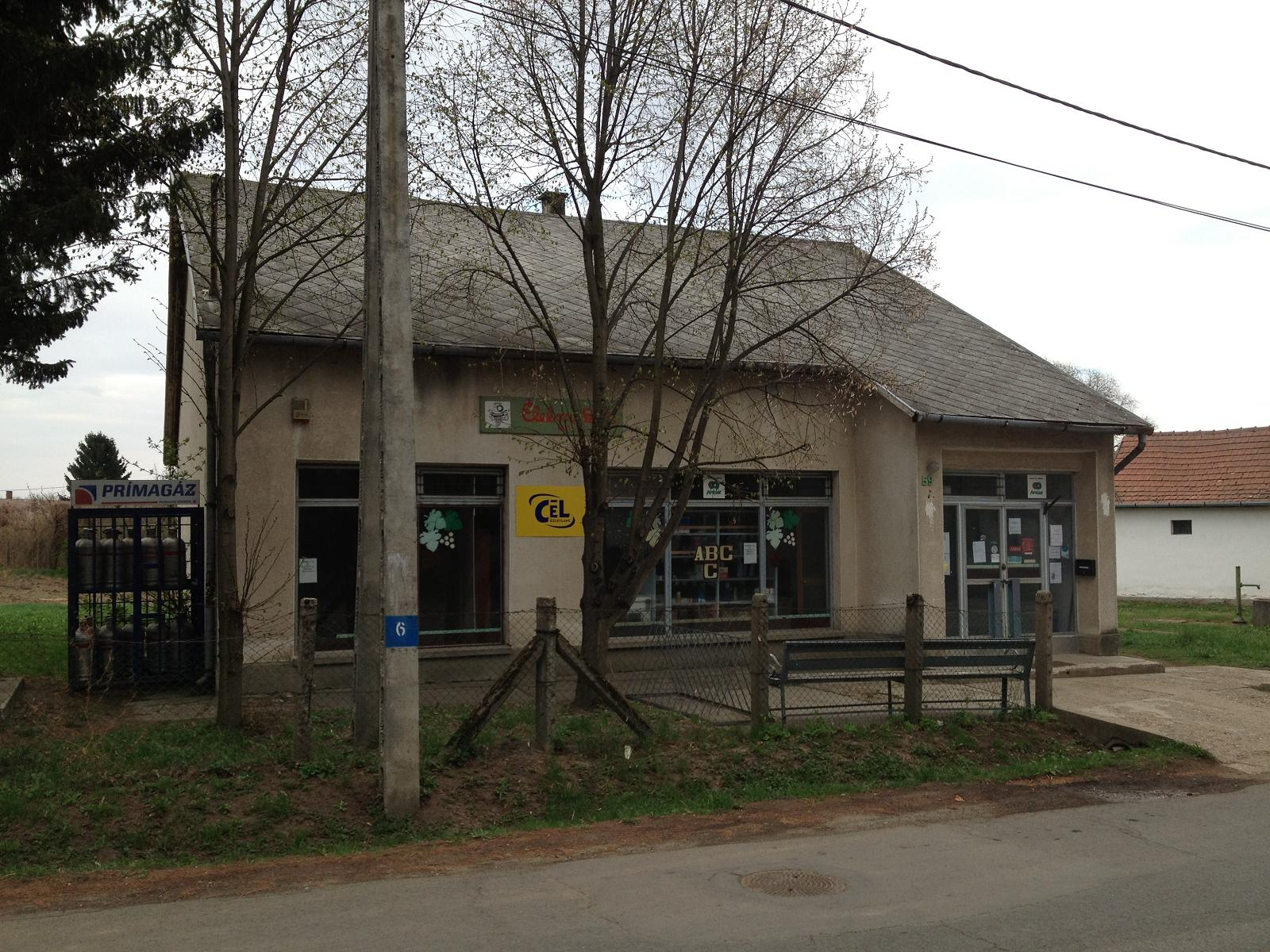
Gemischtwarenladen
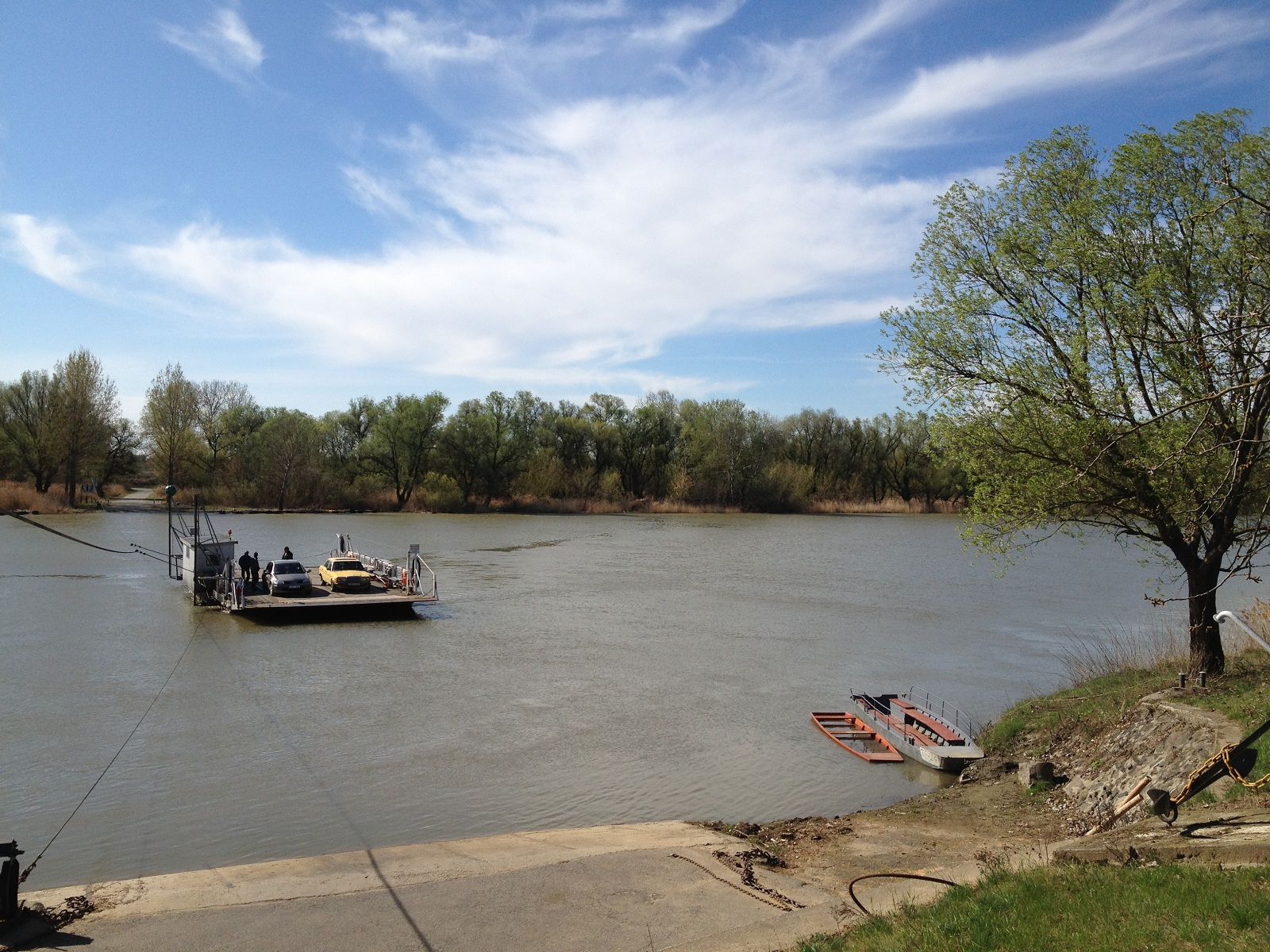
Fähre Tiszalök-Tiszatardos